# Айткулов Салім Нігматович
Салім Нігматович Айткулов (*28 грудня 1913 (10 січня 1913), селище Мухорське, Уральска обл., Казахстан — † 24.04.1975, місто Уральск, Уральська обл., Казахстан) — радянський офіцер, учасник німецько-радянської війни, автоматник 231-го гвардійського стрілецького полку 75-ї Бахмацької двічі Червонозоряної ордена Суворова гвардійської стрілецької дивізії 30-го стрілецького корпусу 60-ї Армії Центрального фронту, Герой Радянського Союзу (17.10.1943), гвардії єфрейтор, пізніше гвардії молодший лейтенант.

## Біографія
Народився 10.01.1913 (28.12.1912) у селищі Мухорське (Уральска область, Російська імперія). Закінчив 9-ти класну школу у м. Уральск (Казахстан), працював там же на заводі.
В Червоній Армії з липня 1941 року, з 1941 року на фронті. Член ВКП(б)/КПРС з 1943 року.
Особливим героїзмом гвардії єфрейтор Айткулов С. А. відзначився при форсуванні річки Дніпро північніше Києва восени 1943 року, у боях при захопленні та утриманні плацдарму на правому березі Дніпра в районі сіл Глібівка та Ясногородка (Вишгородський район Київської області). Був тяжко поранений.
Указом Президії Верховної Ради СРСР від 17 жовтня 1943 року за мужність і героїзм проявлені при форсуванні Дніпра і утриманні плацдарму гвардії єфрейтору Айткулову Саліму Нігматовичу присвоєне звання Героя Радянського Союзу з врученням ордена Леніна і медалі «Золота Зірка».
Після війни працював начальником відділу Уральского облпотребсоюзу Казахськой РСР.
Помер 24 квітня 1975 року. Похований в м. Уральску (Західно-Казахстанська область, Казахстан).

## Нагороди
- Медаль «Золота Зірка» № 1683 Героя Радянського Союзу (17 жовтня 1943)
- Орден Леніна
- Медалі

## Пам'ять
- В навчальному центрі Сухопутних військ Збройних сил Україны «Десна» встановлено бюст Героя.
- На батьківщині Героя, в Жангалинському районі 9 травня 2012 року відкрито бюст Саліма Айткулова.